# Alyogyne hakeifolia
Espèce
Alyogyne hakeifolia est une espèce de plantes à fleurs trouvée dans les régions du Sud de l'Australie. Elle est similaire aux Hibiscus et a été incluse sous ce genre pendant plusieurs années. Elle est connue pour être cultivée en Angleterre depuis le milieu du XIXe siècle.